# Anisodes hypocris
Anisodes hypocris är en fjärilsart som beskrevs av Louis Beethoven Prout 1928. Anisodes hypocris ingår i släktet Anisodes och familjen mätare. Inga underarter finns listade i Catalogue of Life.